# Речно пълноводие
Речно пълноводие е ежегодно повтарящо се през един и същи годишен сезон на относително дълго и значително увеличаване водността на дадена река, предизвикващо покачване на нейното равнище. Обичайно речното пълноводие се съпровожда с излизане на водата от речното корито и заливане на т.нар. заливна тераса. Пълноводието се предизвиква от засиления и продължителен приток на вода, който е обусловен от: пролетното топене на снеговете в равнините; лятното топене на снеговете и ледниците в планините; обилни дъждове през определен годишен сезон, например свързани с летните мусонни. Пълноводието, свързано с пролетното снеготопене, е характерно за множество равнинни реки, които се поделят на две групи: реки с преобладаване на пролетния отток (Волга, Урал) и реки с преобладаване на летния отток (Анадир, Юкон, Макензи). Пълноводието, обусловено от лятното топене на снегове и ледници в планините, е характерно за реките в Средна и Централна Азия, Кавказ, Алпите и др., а пълноводието, обусловено от летните мусонни дъждове – за реките в Югоизточна Азия (Яндзъ, Меконг и др.).